# Ernst von Bergmann (Mediziner)

Ernst von Bergmann, 1906

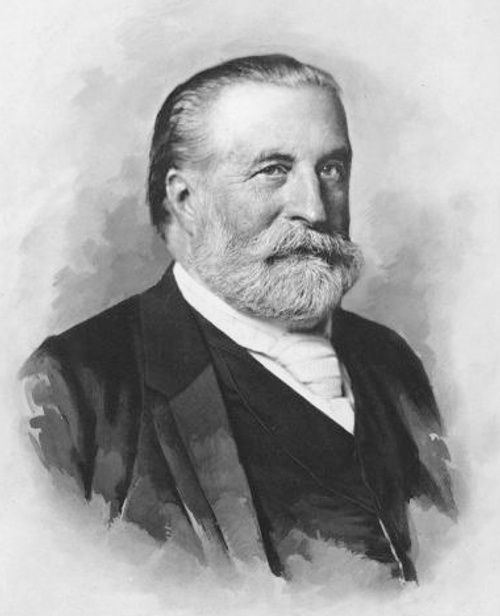
Ernst von Bergmann, um 1890

Ernst Gustav Benjamin von Bergmann (* 4. Dezemberjul. / 16. Dezember 1836greg. in Riga; † 25. März 1907 in Wiesbaden) war ein deutscher Chirurg und ab 1871 ordentlicher Professor für Chirurgie an der Kaiserlichen Universität Dorpat, ab 1878 an der Universität Würzburg und von 1882 bis zu seinem Tod an der Universität Berlin.
Zu seinen wesentlichen Verdiensten gehören die Mitbegründung der Hirnchirurgie und die Einführung der Asepsis bei der Wundbehandlung. Als Militärchirurg hatte er an allen Kriegen seiner Zeit teilgenommen und großen Einfluss auf die Entwicklung der Kriegschirurgie.

## Leben

### Herkunft und Familie
Ernst von Bergmann war Protestant, entstammte einer deutschbaltischen Pastorenfamilie aus der Region Livland und war ein Sohn von Richard von Bergmann (1805–1878), Pastor zu Rūjiena (heute Lettland), und Bertha Krüger (1816–1877). Sein Bruder war Reinhold Richard Georg von Bergmann (1850–1913).

### Werdegang

#### Dorpat
Ernst von Bergmann wuchs in Rujen im Pastorat seines Vaters auf. Nach der höheren Schulbildung an der humanistischen Lehranstalt Birkenruh bei Wenden (Livland) studierte Bergmann von 1854 bis 1860 (aufgrund der rigiden Zulassungsbeschränkungen der russischen Verwaltungsbehörden) an der Kaiserlichen Universität Dorpat Medizin und wurde wie sein Vater und zwei seiner Brüder Mitglied der Livonia. Zu seinen Lehrern gehörten der Anatom und Physiologe Bidder, der Pharmakologe Rudolf Buchheim, der Gynäkologe Piers Walter (1775–1874) sowie die Chirurgen Adelmann und Georg von Oettingen. Im Anschluss an das vorzüglich bestandene Staatsexamen und die bei Buchheim erfolgte Promotion (1860) mit der Dissertation De balsami Copaivae Cubebarumque in urinam transitu (über die renale Ausscheidung von Kopaivabalsam und Kubeben) war er als Assistent an der Chirurgischen Klinik Dorpats tätig, wo er sich 1864 unter seinem späteren Schwiegervater Georg Adelmann, der später in den preußischen Adelsstand erhoben wurde, und Georg von Oettingen, der ihm zuvor auch die Assistentenstelle angeboten hatte, mit der 1863 abgeschlossenen Schrift Zur Lehre von der Fettembolie habilitierte.
Im Februar 1865 trat er eine vierzehnmonatige Studienreise über Königsberg, Breslau, Wien, Hannover, München, Heidelberg, Leipzig , Stuttgart, Bonn und Berlin an, auf der er unter anderem in Königsberg Albrecht Wagner, in Wien Leopold von Dittel und Franz von Pitha kennen und schätzen lernte.
Feldchirurgische Erfahrungen sammelte er in preußischen Diensten vor allem beim Feldzug von 1866. Danach erforschte er unter anderem die Grundlagen von Wundinfekten. Weitere militärmedizinische Tätigkeiten übte er 1870/1871 als Chirurg im Deutsch-Französischen Krieg in Mannheim, im Elsass, in Paris und als Leiter eines Lazaretts in Karlsruhe aus.
In Dorpat, wo er zunächst als Privatdozent für Chirurgie, ab 1871 – in der Nachfolge seines Lehrers Adelmann – als Ordinarius für Chirurgie, Ophthalmologie und Klinik Vorlesungen zur Verbandlehre, über Knochenbrüche und Luxationen sowie zur theoretischen Chirurgie hielt und daneben eine chirurgisch-augenheilkundliche Ambulanz leitete, blieb er bis 1878. 1877 wirkte er als Beratender Chirurg im Russisch-türkischen Krieg.

#### Würzburg
Im April 1878 folgte er nicht Berufungsangeboten nach St. Petersburg und Kiew, sondern einem von Eduard von Rindfleisch vorgeschlagenen und von Franz von Rinecker unterstützten Ruf nach Würzburg als Oberwundarzt und Professor der Chirurgie als Nachfolger von Wenzel von Linhart, wo er der aus seiner Sicht dringend reformbedürftigen Chirurgischen Universitätsklinik Würzburg, dem Juliusspital, in den folgenden vier Jahren (seit Carl Caspar von Siebold) wieder zu großem Ansehen verhalf und sich im August desselben Jahres als ordentlicher Professor an der dortigen Universität in die bayerische Adelsmatrikel eintragen ließ. Am Juliusspital erneuerte er das Instrumentarium, schuf modernere Operationsräume und ersetzte die nicht mehr den veränderten hygienischen Ansprüchen genügenden, aus schwarzem Wachstuch bestehenden Operationskittel. Während einer von seinen Kollegen Franz von Rinecker und Carl Gerhardt, der maßgeblich an der Berufung Bergmanns nach Würzburg beteiligt war, behandelten Erkrankung Bergmanns 1879/1880 (ein mit Rippenfellentzündung und Entzündung der Achsellymphknoten verbundenes Erysipel infolge einer Wundinfektion während einer Infektion) und nach dessen Wechsel nach Berlin 1882/1883 wurde er als Oberwundarzt zwischenzeitig von Hermann Maas vertreten. Nach Maas’ Tod wurde Karl Schönborn Bergmanns Nachfolger in Würzburg.

#### Berlin
Er übernahm im Sommer 1882 in Berlin den Lehrstuhl des verstorbenen Bernhard von Langenbeck sowie das Direktorat der ersten Chirurgischen Universitätsklinik des Königlichen Klinikums in der Ziegelstraße, die er bis 1907 leitete. In seiner Funktion als Direktor der Chirurgischen Universitätsklinik trug er maßgeblich dazu bei, dass Frauen in Preußen noch 13 weitere Jahre nicht zum Medizinstudium zugelassen wurden. 1896 stürmte er das Büro des preußischen Kultusministers Robert Bosse, der einen Erlass entworfen hatte, nach welchem Frauen, die das Abitur abgelegt hatten, zum Medizinstudium zugelassen werden sollten. Er verhinderte die Herausgabe, indem er mit seiner Kündigung drohte, sollte er gezwungen werden, Frauen zu seinen Vorlesungen zuzulassen. Er und seine Familie wohnten zunächst am Kronprinzenufer, später am Alexanderufer, wo Bergmann auch eine tägliche Sprechstunde abhielt.

#### Leistungen
Bergmann muss zweifellos den größten Chirurgen seiner Zeit zugerechnet werden. Besonders in der Kriegschirurgie hatte er als Teilnehmer des Preußisch-Österreichischen (1866, nach Genehmigung durch die russische Regierung als Assistent des mit ihm befreundeten Königsberger Chirurgen und Generalarztes Albrecht Wagner, des Deutsch-Französischen (1870/1871), währenddem er in Mannheim das von der Großherzoging von Baden betreute Lazarett „Seilerbahn“ leitete, einen Lazarettzug nach Frankreich bis Paris führte und danach das Barackenlazarett in Karlsruhe übernahm) und des Russisch-Türkischen Krieges (1877/1878, als Beratender Chirurg) auf rumänisch-bulgarischem Gebiet (so in Simnitza und Tutschenitza) reiche Erfahrungen sammeln können. Bahnbrechend war seine Methode der konservativen Behandlung der Verletzungen des Kniegelenks, die er nicht mehr operativ behandelte, sondern nach Bandage mit dem Listerschen Wundverband im Gipsverband (Pirogoff) ruhigstellte. Auf diese Weise ließen sich die tödlichen Verläufe dieser Verletzung – insbesondere bei der Behandlung von Schussverletzungen auf den russisch-türkischen Schlachtfeldern – deutlich reduzieren. Zunächst der Listerschen Methode der Antisepsis durch Besprühen mit Karbolsäure-Lösung, wie sie durch die russischen Chirurgen durchgeführt wurde, zugewandt, die er seit 1875 an seiner Dorpater Klinik praktizierte, ersetzte er bald dieses zum Teil gefährliche, oft Amputationen nach sich ziehende, Verfahren der Karbolantisepsis durch den Einsatz der Sublimatantisepsis mit trockener Sublimatgaze, um schließlich 1886 die chemische Antisepsis ganz zu verlassen. Zusammen mit seinem Berliner Schüler Curt Schimmelbusch wandte er sich stattdessen der Verwendung dampfsterilisierter Verbandsmaterialien zu und setzte sich für die aus der Antisepsis heraus entwickelte Asepsis ein. Damit erfolgte die allgemeine Einführung der Dampfsterilisation in die Chirurgie. Bergmann wurde 1967 von Fritz Linder als „Vater der Asepsis“ bezeichnet.

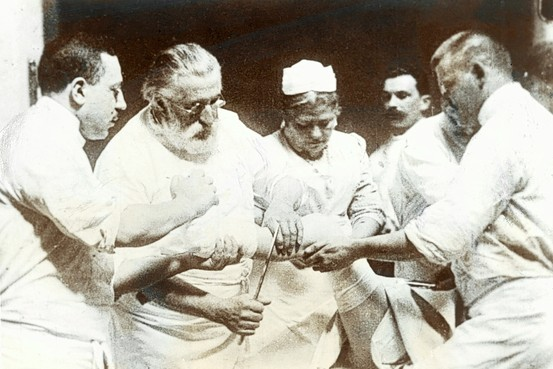
Ernst von Bergmann (zweiter von links) bei der Amputation eines Unterschenkels mit diabetischer Gangrän

Bergmann entwickelte viele operative Methoden neu oder weiter, so unter anderem die der Appendektomie und der operativen Ösophagus- und Hydrozelenbehandlung. Zu den wichtigsten Publikationen Bergmanns, der sich insbesondere mit der Behandlung von Schusswunden in Krieg und Frieden seiner Zeit befasste, gehören seine Arbeiten über Die Behandlung der Schußwunden des Kniegelenkes im Kriege (1878, zugleich das Thema seiner Antrittsvorlesung), Die Lehre von den Kopfverletzungen (1880) und Die chirurgische Behandlung von Hirnkrankheiten (1888, mehrere Bände). Bergmann führte Untersuchungen über den Hirndruck durch und gehörte wie der englische Mediziner Victor Horsley zu den führenden Pionieren der Hirnchirurgie.
Zugezogen war der Chirurg bei der bösartigen Kehlkopferkrankung des späteren Kaisers Friedrich III., bei dem sein Schüler Friedrich Gustav von Bramann eine Tracheotomie durchführte. Zu Bergmanns Schülern gehörten auch Friedrich Fehleisen (1854–1924), der mit Bergmann von Würzburg nach Berlin ging, und Dietrich Nasse, die sich, ebenso wie Gustav Adolf Neuber, ebenfalls für die Asepsis engagierten, und der Chirurg Fritz König, mit dessen Vater Franz König, der von 1895 bis 1904 wie Bergmann Lehrstuhlinhaber für Chirurgie in Berlin war, Bergmann kollegial befreundet war. Bergmanns bedeutendster Eleve war der Chirurg Erich Lexer. Weitere Schüler waren Ottmar von Angerer, Max Flesch und Dietrich Gerhardt.
Am 7. November 1884 wurde er Mitglied der Leopoldina. Ernst von Bergmann leitete mehrere Jahre als Präsident die Deutsche Gesellschaft für Chirurgie. 1893 war er Vorsitzender der Gesellschaft Deutscher Naturforscher und Ärzte.
Der Königlichen Wissenschafts- und Literaturgesellschaft in Göteborg gehörte er ab 1895 an. Von 1902 bis 1907 war er Vorsitzender der Berliner Medizinischen Gesellschaft. Im Jahr 1904 war von Bergmann Mitbegründer der Zeitschrift für ärztliche Fortbildung, welche bis heute unter dem Namen Zeitschrift für ärztliche Fortbildung und Qualität im Gesundheitswesen (ZaeFQ) weitergeführt wird.

### Privatleben und Tod

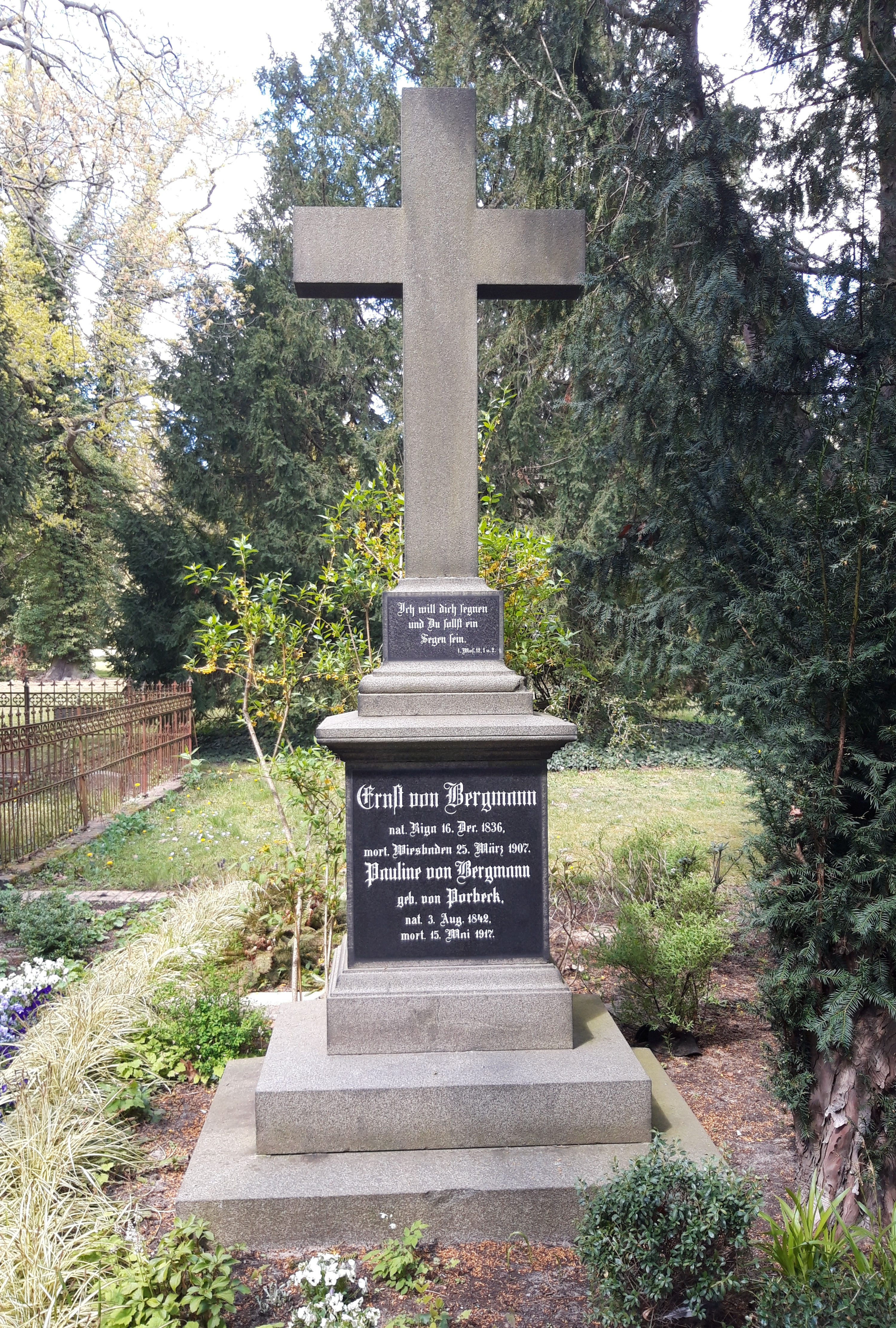
Grabmal auf dem Alten Friedhof in Potsdam

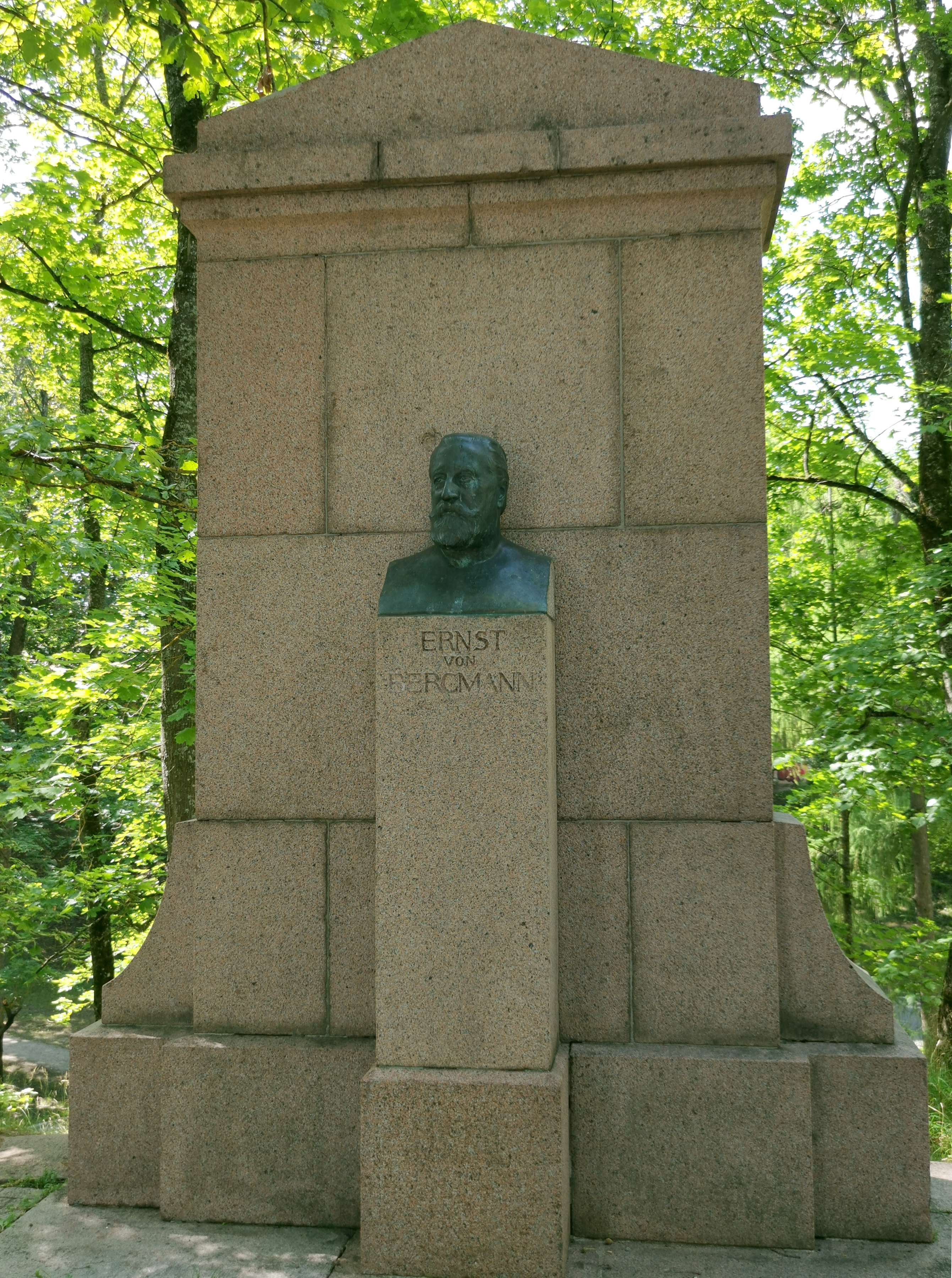
Denkmal auf dem Domberg in Tartu (ehem. Dorpat) in Estland

In erster Ehe heiratete von Bergmann am 16. März 1866 in Dorpat Hildegard von Adelmann (* 17. Juli 1846, in Dorpat; † 30. Mai 1868, ebenda), die Tochter des kaiserlich russischen Wirklichen Staatsrats Georg von Adelmann (aus russischem (deutsch-baltischem) Adel), Chirurg und Professor an der Kaiserlichen Universität Dorpat, und der Marie Barkhausen.
In zweiter Ehe heiratete er am 24. April 1871 in Karlsruhe Pauline Asbrand genannt von Porbeck (* 3. August 1842, in Rastatt; † 17. Juli 1917, in Marburg an der Lahn), die Tochter des großherzoglich badischen Oberamtmanns zu Gernsbach August Asbrand genannt von Porbeck und der Louise Thilo. Pauline von Porbeck war Krankenpflegerin. Sie instrumentierte bei Operationen und lernte durch Bergmann, Patienten zu chloroformieren. Ein Sohn aus dieser zweiten Ehe war der Internist und Medizin-Professor Gustav von Bergmann (1878–1955), die Tochter Alice war mit dem Berufssoldaten Wilhelm von Brand verheiratet.
Von Bergmann starb am 25. März 1907 gegen 11 1/2 Uhr vormittags im Alter von 70 Jahren an den Folgen einer Operation, die anlässlich eines Darmverschlusses bei ihm durchgeführt worden war. Verschiedene andere zeitgenössische Berichte sprechen auch von einer schweren Darmerkrankung von Bergmanns. Bereits rund drei Wochen vor seinem Ableben war er zur Kur eines Katarrhs nach Wiesbaden gekommen, als sich sein gesundheitlicher Zustand jedoch ständig verschlechterte, woraufhin er erstmals operiert werden musste. Da bereits so sehr geschwächt, starb von Bergmann nach einer späteren, zweiten Operation, die notwendig geworden war, nachdem eine Darmverschlingung eingetreten war.
Nach seinem Tod kam es zu verschiedenen Trauerfeiern, darunter etwa eine Trauerfeier im Langenbeck-Haus in Berlin. Nach einer Obduktion des Leichnams wurde dieser von Wiesbaden nach Berlin überführt und im Hörsaal des besagten Langenbeck-Hauses aufgebahrt, ehe am 29. März um 14 Uhr nachmittags die Trauerfeier stattfand. Nach dieser bewegte sich der Trauerzug durch die Stadt bis zum Potsdamer Güterbahnhof, von welchem aus die Überführung des Leichnams nach Potsdam erfolgte, wo von Bergmanns sterbliche Überreste gegen sechs Uhr eintrafen. In weiterer Folge wurde er im Beisein seiner Familie, in deren Gegenwart er auch verstarb, und seinen gegenwärtigen Assistenten auf dem Alten Friedhof in Potsdam (Heinrich-Mann-Allee) bestattet. Eine im russisch-türkischen Krieg mit Dysenterie beginnende Darmerkrankung (Subileusbeschwerden durch Dickdarmstenose) war die Ursache seines Todes.

## Ehrungen
- Für Verdienste um die ärztliche Fortbildung wird vom Präsidenten der Bundesärztekammer und vom Deutschen Ärztetag auf Beschluss des Vorstands der Bundesärztekammer die Ernst-von-Bergmann-Plakette verliehen.
- An seinem Geburtshaus in der Altstadt von Riga (Pils iela 11) ließ die Hans-Neuffer-Stiftung im Jahre 2011 eine Tafel anbringen.
- In der Chirurgischen Universitätsklinik von Würzburg erinnert eine 1964 aufgestellte Büste an seine Tätigkeit in Würzburg.
- Im Jahr nach seinem Tod wurde bekannt, dass in Dorpat zu Ehren Ernst von Bergmanns ein Denkmal errichtet werden soll.[39][40] Laut Referat des russischen Innenministers gestattete der Zar, Spenden in verschiedenen russischen Städten zu Sammeln, um das Denkmal für von Bergmann zu finanzieren.[41]
- Nach Ernst von Bergmann benannt sind:
  - das Klinikum Ernst von Bergmann in Potsdam
  - die Ernst-von-Bergmann-Kaserne in München, die die Sanitätsakademie der Bundeswehr und mehrere medizinische Institute der Bundeswehr beherbergt
  - die Ernst-von-Bergmann-Straße in Gardelegen (Sachsen-Anhalt), die zum Altmark-Klinikum führt
  - die Bergmannstraße in Hamburg-Langenhorn
  - die Von-Bergmann-Straße in Wiesbaden-Bierstadt

## Schriften (Auswahl)
- Über die Endresultate der Gelenkresektionen im Kriege. 1872
- Die Behandlung der Schußwunden des Kniegelenkes im Kriege. (Antrittsvorlesung Würzburg) Ferdinand Enke, Stuttgart 1878.
- Über die Behandlung der Kopfverletzungen. In: Ärztliches Intelligenzblatt. 1880, S. 83 ff.
- Vorstellung eines Falles von geheilter Schädeltrepanation. Chirurgenkongreß. Verhandlungen 1881.
- Über die gegenwärtigen Verbandmethoden und ihre Stellung zur Antiseptik. In: Berliner klinische Wochenschrift. 1882, S. 610 ff.
- Die Schicksale der Transfusion im letzten Decennium. Rede, gehalten zur Feier des Stiftungstages der militär-ärztlichen Bildungsanstalten am 2. August 1883. Berlin, 1883 (Digitalisat und Volltext im Deutschen Textarchiv)
- Die antiseptische Wundbehandlung in der Königlichen Chirurgischen Universitäts-Klinik zu Berlin. In: Zentralblatt für Chirurgie. 1889, S. 593.
- Zur Trepanation bei Schußwunden. In: Berliner medizinische Gesellschaft. 1893, 14. VI.
- Über die Einheilung von Pistolenkugeln im Hirn nebst Bemerkungen zur Behandlung von Schußwunden im Kriege. Festschrift zur 100jährigen Stiftungsfeier des medizinisch-chirurgischen Friedrich-Wilhelm-Institutes. Hirschwald, Berlin 1895.
- Über Amputation bei Phlegmonen. In: Berliner klinische Wochenschrift. 1901, S. 1166 ff.
- Schußwunden des behaarten Kopfes. Kriegswissenschaftliche Vorträge. G. Fischer, Jena 1902, S. 193 ff.
- Erste Hilfe auf dem Schlachtfelde. Asepsis und Antisepsis im Kriege. In: Vorträge über ärztliche Kriegswissenschaft. 1902, S. 101 ff.
- Handbuch der praktischen Chirurgie. Enke, Stuttgart (zusammen mit Paul von Bruns und Johann von Mikulicz hrsg.)

1. Chirurgie des Kopfes. 1926
2. Chirurgie des Halses und des Brust. 1929 (2 Bde.)
3. Chirurgie des Bauches. 1929
4. Chirurgie der Wirbelsäule und des Beckens. 1927
5. Chirurgie der oberen Gliedmassen. 1927
6. Chirurgie der unteren Gliedmassen. 1929.

## Trivia
Vor der letzten entscheidenden Operation soll er laut folgendes Gebet gesprochen haben: So nimm denn meine Hände und führe mich bis an mein selig Ende und ewiglich. Ich kann allein nicht gehen, nicht einen Schritt, wo du wirst gehn und stehen, da nimm mich mit.
In der Serie Charité (erste Staffel) wird er dargestellt von Matthias Brenner. Bezugnehmend auf seine Heimat nennt er sich den "baltischen Löwen".